# Крон-Дели, Микаэль
Микаэль Крон-Дели (дат. Michael Krohn-Dehli; род. 6 июня 1983[…], Копенгаген) — датский футболист, игравший на позиции полузащитника.
В составе национальной сборной Дании провёл 59 матчей и забил 6 голов — участник чемпионата Европы 2012 и чемпионата мира 2018.

## Биография

### Клубная карьера
Микаэль Крон-Дели начал свою футбольную карьеру в молодёжном клубе «Росенхой», он также выступал за молодёжные составы клубов «Видовре» и «Брондбю». В 2002 году Крон-Дели отправился в футбольную академию нидерландского «Аякса» из Амстердама. В 2004 году Микаэль был отдан в аренду в клуб «Валвейк». В его составе датский полузащитник провёл 48 матчей и забил 2 мяча.
В 2006 году Крон-Дели вернулся в «Аякс». В команде Микаэль дебютировал 17 сентября в матче против «Роды», завершившемся победой «Аякса» со счётом 2:0. В чемпионате Нидерландов сезона 2006/07 Крон-Дели вышел ещё в двух матчах, 3 декабря против «Виллем II» выйдя на замену на 46-й минуте матча, который завершился убедительной победой «Аякса» 6:0, а также 17 декабря в матче против «Эксельсиора», выйдя на замену на 64-й минуте, «Аякс» победил со счётом 3:1.
Вторую половину сезона Микаэль провёл в аренде в клубе «Спарта». За «Спарту» Крон-Дели дебютировал 4 февраля 2007 года выйдя на замену в матче против «Роды», который завершился со счётом 2:2. Всего за «Спарту» Микаэль отыграл 12 матчей, а также забил 1 мяч в матче 17 марта 2007 года против АДО, Крон-Дели отличился на 77-й минуте, а его клуб выиграл со счётом 4:2.
После возвращения в «Аякс» Крон-Дели сыграл всего один матч в чемпионате Нидерландов сезона 2007/08. 29 августа 2008 года Микаэль подписал контракт с датским «Брондбю». Дебют Крон-Дели за «Брондбю» состоялся 31 августа в матче чемпионата Дании против «Копенгагена», который завершился победой «Брондбю» 1:0. Свой первый гол за «Брондбю» Микаэль забил 18 сентября 2008 года в матче Кубка УЕФА против норвежского «Русенборга», но это не помогло клубу избежать поражения со счётом 2:1.
21 августа 2012 года Крон-Дели перешёл в испанскую «Сельту». Его дебют в испанской примере состоялся 25 августа в матче против «Реал Сосьедада», завершившимся поражением «Сельты» 2:1.
В июне 2015 года Микаэль подписал двухлетний контракт с клубом «Севилья».
В январе 2018 года Крон-Дели подписал контракт на полтора года с испанским клубом «Депортиво».

### Карьера в сборной
В национальной сборной Дании Крон-Дели дебютировал 11 октября 2006 года в матче квалификационного турнира к чемпионату Европы 2008 против сборной Лихтенштейна, который завершился победой датчан со счётом 4:0. Далее он не играл за сборную ещё 2 года, пока не занял место левого нападающего вместо травмированного Мартина Йоргенсен осенью 2008.
На ЧЕ-2012 стал автором первого гола сборной Дании, благодаря которому датчане одержали первую с 1967 года победу над сборной Нидерландов.
В мае 2018 года, спустя три года, был включен в предварительную заявку сборной Дании из 35 человек на чемпионат мира по футболу FIFA 2018 в России, после чемпионата мира объявил о завершение карьеры в сборной.

## Статистика

### Матчи Крон-Дели за сборную Дании
| Матчи Крон-Дели за сборную Дании | Матчи Крон-Дели за сборную Дании | Матчи Крон-Дели за сборную Дании | Матчи Крон-Дели за сборную Дании | Матчи Крон-Дели за сборную Дании | Матчи Крон-Дели за сборную Дании |
| -------------------------------- | -------------------------------- | -------------------------------- | -------------------------------- | -------------------------------- | -------------------------------- |
| №                                | Дата                             | Соперник                         | Счёт                             | Голы Крон-Дели                   | Соревнование                     |
| 1                                | 11 октября 2006                  | Лихтенштейн                      | 4:0                              | —                                | Чемпионат Европы 2008 (отбор)    |
| 2                                | 11 октября 2008                  | Мальта                           | 3:0                              | —                                | Чемпионат мира 2010 (отбор)      |
| 3                                | 19 ноября 2008                   | Уэльс                            | 0:1                              | —                                | Товарищеский матч                |
| 4                                | 3 марта 2010                     | Австрия                          | 1:2                              | —                                | Товарищеский матч                |
| 5                                | 27 мая 2010                      | Сенегал                          | 2:0                              | —                                | Товарищеский матч                |
| 6                                | 7 сентября 2010                  | Исландия                         | 1:0                              | —                                | Чемпионат Европы 2012 (отбор)    |
| 7                                | 12 октября 2010                  | Кипр                             | 2:0                              | —                                | Чемпионат Европы 2012 (отбор)    |
| 8                                | 17 ноября 2010                   | Чехия                            | 0:0                              | —                                | Товарищеский матч                |
| 9                                | 9 февраля 2011                   | Англия                           | 1:2                              | —                                | Товарищеский матч                |
| 10                               | 26 марта 2011                    | Норвегия                         | 1:1                              | —                                | Чемпионат Европы 2012 (отбор)    |
| 11                               | 29 марта 2011                    | Словакия                         | 2:1                              | 1                                | Товарищеский матч                |
| 12                               | 4 июня 2011                      | Исландия                         | 2:0                              | —                                | Чемпионат Европы 2012 (отбор)    |
| 13                               | 10 августа 2011                  | Шотландия                        | 1:2                              | —                                | Товарищеский матч                |
| 14                               | 6 сентября 2011                  | Норвегия                         | 2:0                              | —                                | Чемпионат Европы 2012 (отбор)    |
| 15                               | 7 октября 2011                   | Кипр                             | 4:1                              | 1                                | Чемпионат Европы 2012 (отбор)    |
| 16                               | 11 октября 2011                  | Португалия                       | 2:1                              | 1                                | Чемпионат Европы 2012 (отбор)    |
| 17                               | 11 ноября 2011                   | Швеция                           | 2:0                              | 1                                | Товарищеский матч                |
| 18                               | 15 ноября 2011                   | Финляндия                        | 2:1                              | —                                | Товарищеский матч                |
| 19                               | 29 февраля 2012                  | Россия                           | 0:2                              | —                                | Товарищеский матч                |
| 20                               | 26 мая 2012                      | Бразилия                         | 1:3                              | —                                | Товарищеский матч                |
| 21                               | 2 июня 2012                      | Австралия                        | 2:0                              | —                                | Товарищеский матч                |
| 22                               | 9 июня 2012                      | Нидерланды                       | 1:0                              | 1                                | Чемпионат Европы 2012            |
| 23                               | 13 июня 2012                     | Португалия                       | 2:3                              | —                                | Чемпионат Европы 2012            |
| 24                               | 17 июня 2012                     | Германия                         | 1:2                              | 1                                | Чемпионат Европы 2012            |
| 25                               | 15 августа 2012                  | Словакия                         | 1:3                              | —                                | Товарищеский матч                |
| 26                               | 8 сентября 2012                  | Чехия                            | 0:0                              | —                                | Чемпионат мира 2014 (отбор)      |
| 27                               | 12 октября 2012                  | Болгария                         | 1:1                              | —                                | Чемпионат мира 2014 (отбор)      |
| 28                               | 16 октября 2012                  | Италия                           | 1:3                              | —                                | Чемпионат мира 2014 (отбор)      |
| 29                               | 14 ноября 2012                   | Турция                           | 1:1                              | —                                | Товарищеский матч                |
| 30                               | 6 февраля 2013                   | Македония                        | 0:3                              | —                                | Товарищеский матч                |
| 31                               | 22 марта 2013                    | Чехия                            | 3:0                              | —                                | Чемпионат мира 2014 (отбор)      |
| 32                               | 26 марта 2013                    | Болгария                         | 1:1                              | —                                | Чемпионат мира 2014 (отбор)      |
| 33                               | 5 июня 2013                      | Грузия                           | 2:1                              | —                                | Товарищеский матч                |
| 34                               | 11 июня 2013                     | Армения                          | 0:4                              | —                                | Чемпионат мира 2014 (отбор)      |
| 35                               | 14 августа 2013                  | Польша                           | 2:3                              | —                                | Товарищеский матч                |
| 36                               | 6 сентября 2013                  | Мальта                           | 2:1                              | —                                | Чемпионат мира 2014 (отбор)      |
| 37                               | 10 сентября 2013                 | Армения                          | 1:0                              | —                                | Чемпионат мира 2014 (отбор)      |
| 38                               | 11 октября 2013                  | Италия                           | 2:2                              | —                                | Чемпионат мира 2014 (отбор)      |
| 39                               | 15 октября 2013                  | Мальта                           | 6:0                              | —                                | Чемпионат мира 2014 (отбор)      |
| 40                               | 15 ноября 2013                   | Норвегия                         | 2:1                              | —                                | Товарищеский матч                |
| 41                               | 5 марта 2014                     | Англия                           | 0:1                              | —                                | Товарищеский матч                |
| 42                               | 22 мая 2014                      | Венгрия                          | 2:2                              | —                                | Товарищеский матч                |
| 43                               | 28 мая 2014                      | Швеция                           | 1:0                              | —                                | Товарищеский матч                |
| 44                               | 7 сентября 2014                  | Армения                          | 2:1                              | —                                | Чемпионат Европы 2016 (отбор)    |
| 45                               | 11 октября 2014                  | Албания                          | 1:1                              | —                                | Чемпионат Европы 2016 (отбор)    |
| 46                               | 14 октября 2014                  | Португалия                       | 0:1                              | —                                | Чемпионат Европы 2016 (отбор)    |
| 47                               | 14 ноября 2014                   | Сербия                           | 3:1                              | —                                | Чемпионат Европы 2016 (отбор)    |
| 48                               | 25 марта 2015                    | США                              | 3:2                              | —                                | Товарищеский матч                |
| 49                               | 29 марта 2015                    | Франция                          | 0:2                              | —                                | Товарищеский матч                |
| 50                               | 8 июня 2015                      | Черногория                       | 2:1                              | —                                | Товарищеский матч                |
| 51                               | 13 июня 2015                     | Сербия                           | 2:0                              | —                                | Чемпионат Европы 2016 (отбор)    |
| 52                               | 4 сентября 2015                  | Албания                          | 0:0                              | —                                | Чемпионат Европы 2016 (отбор)    |
| 53                               | 7 сентября 2015                  | Армения                          | 0:0                              | —                                | Чемпионат Европы 2016 (отбор)    |
| 54                               | 8 октября 2015                   | Португалия                       | 0:1                              | —                                | Чемпионат Европы 2016 (отбор)    |
| 55                               | 11 октября 2015                  | Франция                          | 1:2                              | —                                | Товарищеский матч                |
| 56                               | 17 ноября 2015                   | Швеция                           | 2:2                              | —                                | Чемпионат Европы 2016 (отбор)    |
| 57                               | 2 июня 2018                      | Швеция                           | 0:0                              | —                                | Товарищеский матч                |
| 58                               | 9 июня 2018                      | Мексика                          | 2:0                              | —                                | Товарищеский матч                |
| 59                               | 1 июля 2018                      | Хорватия                         | 1:1 (2:3 пен.)                   | —                                | Чемпионат мира 2018              |

Итого: 59 матчей / 6 голов; 27 побед, 13 ничьих, 19 поражений.

## Достижения
«Аякс»
- Обладатель Суперкубка Нидерландов: 2006

«Севилья»
- Победитель Лиги Европы: 2015/16